# Kubi jezik
Kubi jezik (ISO 639-3: kof), afraziski jezik zapadnočadske skupine koji se nekada govorio u gradu Kubi u LGA Gunjawa, nigerijska država Bauchi. Pripadnici etničke grupe danas se služe jezikom hausa [hau] koji se nameće i drugim manjim nigerijskim jezicima.
Kubi je priapdao užoj skupini A.2. bole-tangale, i podskupini pravih bole jezika. Etnička Kubi (Kubawa) populacija iznosi oko 1 500 (1995 CAPRO).

## Vanjske poveznice
- Ethnologue (14th)
- Ethnologue (15th)